# Hugo Hørring
Hugo Egmont Hørring (født 17. august 1842 i København, død 13. februar 1909 sammesteds) var en dansk jurist og embedsmand, der var Danmarks 14. konseilspræsident (statsminister) fra 1897 til 1900. Han var medlem af partiet Højre.
Han var far til juristen Johannes Hørring.

## Biografi
Hugo Egmont Hørring var født 17. august 1842 i København, hvor hans fader var urtekræmmer. Han blev student i 1860 fra Borgerdydskolen på Christianshavn og cand.jur. fra Københavns Universitet i 1868. Fra 1865-1867 var han den første “klokker” på Regensen. Han tjente sig derefter op gennem de forskellige grader i Indenrigsministeriet og blev 1882 direktør for den Kongelige Grønlandske Handel og foretog som sådan to inspektionsrejser til Grønland. 1888 blev han tillige medlem af Statsinventariekommissionen og beskikkedes desuden samme år til formand for en kommission til udarbejdelse af et lovforslag om patenter på industrielle opfindelser. I 1889 blev han chef for Indenrigsministeriets 1. departement.
Da Ministeriet for offentlige Arbejder udskiltes fra Indenrigsministeriet i 1894, blev Hørring, som længe havde været anset for en af centraladministrationens dygtigste embedsmænd, udnævnt til indenrigsminister ad interim. Ved ministerskiftet august 1894 gik han over i ministeriet Reedtz-Thott som indenrigsminister, og da dette ministerium foråret 1897 fratrådte, dannede han det ny ministerium og overtog i det Konseilspræsidiets og Finansministeriets porteføljer. Hørring befæstede som minister sit ry for forretningsdygtighed og intelligens, ligesom han udviklede sig til en dygtig parlamentarisk taler. Som finansminister søgte han forgæves at fremme told- og skattereformen, og svækkede sin almindelige politiske stilling dels ved maj 1897 at nægte at afgive en lignende erklæring imod brugen af foreløbige finanslove, som hans forgænger Tage Reedtz-Thott havde afgivet 1896, dels ved sommeren 1898 på egen hånd at afholde en del udgifter til forstærkning af Københavns Befæstning under hensyn til en formentlig truende krig mellem Storbritannien og Rusland.
Da han så sig ude af stand til at bringe lovgivningsarbejdet i gang, trak han sig april 1900 tilbage fra regeringens ledelse. Siden 1896 var han medlem af direktionen for Det Classenske Fideikommis og siden 1906 direktør for Hypotekbanken, samme år blev han endvidere eksekutor i Christian IX's bo. Hørring døde den 13. februar 1909 i København og er begravet på Garnisons Kirkegård. Gravstedet er i dag nedlagt. Han var Storkorsridder af Dannebrog og Dannebrogsmand.
Hørring blev 20. maj 1873 gift med Vilhelmine Sophie Møller (13. september 1838 – 7. april 1874), en datter af grosserer Vilhelm Møller og Hanne f. Boldt. 21. marts 1884 ægtede han Emma Petrea Louise Ryberg (16. august 1851 – 16. september 1920), en datter af overgraver ved Sankt Petri Kirke Johan Peter Ryberg og Anna Cathrine f. Smith.